# Бережесть (таможенный пост)
Береже́сть (укр. Бережесть) — пункт контроля на государственной границе Украины на границе с Белоруссией.

## Описание
Расположен в Житомирской области, Коростенский район, на железнодорожной станции «Бережесть» в одноимённом селе на железнодорожном отрезке Овруч — Калинковичи (Белоруссия). Расстояние до государственной границы — 13 км.
Вид пункта пропуска — железнодорожный. Статус пункта пропуска — международный.
Характер перевозок — пассажирский, грузовой.
Пункт контроля «Бережесть» может осуществлять только радиологический, таможенный и пограничный контроль.